# 昆津病毒
昆津病毒（英語：Kunjin virus，縮寫作 KUNV）是一种人畜共患病毒，归为黄病毒科黄病毒属，属西尼罗河病毒亚型，只分布在大洋洲。

## 历史
昆津病毒最早是在1960年从澳大利亚环喙库蚊身上分离出的一种病毒。
昆津病毒之名来自昆士兰北部该病毒的分离地科瓦尼阿马米切尔河附近的澳大利亚原住民部落。

## 病毒学
昆津病毒是黄病毒科黄病毒属一种人畜共患病毒，是一种虫媒病毒，可以通过蚊子传播，是流行性乙型脑炎血清复合物的一部分。昆津病毒抗原性和遗传性类似西尼罗河病毒，在1999年重新归类为西尼罗河病毒亚型。昆津病毒的基因组为由10664个核苷酸组成的正义單鏈RNA。

## 症状与预后
感染昆津病毒一般没有症状，但会导致一种脑炎疾病或一种无脑炎疾病。无脑炎昆津病毒可以导致的症状包括急性发热、头痛、关节痛、 肌痛、疲倦和起疹。典型昆津病毒脑炎为急性发热脑膜脑炎。
两种昆津病毒疾病都比西尼罗河病毒和墨累谷脑炎病毒引起的疾病温和

## 传播与控制
昆津病毒的传播载体为蚊子，尤其环纹库蚊。环纹库蚊将昆津病毒传给库区水鸟宿主，尤其是棕夜鹭，也可以将病毒传给马和人。昆津病毒最初是在东南亚从蚊子上分离出来，但只在澳大利亚从人类身上分离出来这种病毒。昆津病毒在整个澳大利亚都有发现，尤其是在湿地和河流附近非常常见。
控制昆津病毒的方法与控制其他蚊媒疾病的方法完全一样。个人控制昆津病毒，可以喷施防蚊液，穿长袖衣服，不到蚊虫多的地方去。政府机构控制昆津病毒栖息地，要采取措施减少蚊子繁殖的水域，喷施殺蟲劑。目前尚无防治昆津病毒的疫苗。

## 医用
2005年，昆士蘭醫學研究院和昆士兰大学的科学家将修饰的昆津病毒颗粒注入小鼠可以向免疫系统释放一种基因，以癌细胞为靶向。这一研究可能会用于研制病毒和人类免疫缺陷病毒的疫苗。